# Crocifisso (Bussolo Gromo)
Il Crocifisso è opera lignea conservata presso la chiesa di San Giacomo e San Vincenzo di Gromo attribuita alla bottega di Pietro Bussolo.

## Storia
Il crocifisso fu commissionato probabilmente per motivi processionali, non doveva essere solo un arredo della chiesa, ma sarebbe stato quello che i fedeli portavano per le vie del paese durante la processione del Venerdì santo. Non vi è documentazione circa la sua committenza e la sua realizzazione; fu durante i restauri del 2008 che venne considerata la possibilità che l'opera, sicuramente dei primi anni del XVI secolo, fosse lavoro di Pietro Bussolo o della sua bottega per le molte assonanze con il Crocifisso di Fontanella al Monte, originario della chiesa di San Giorgio di Ardesio.
Il Cinquecento aveva prodotto da parte di anonimi artisti, un gran numero di Crocifissi, aventi tutti le medesime caratteristiche e che potrebbero essere riconducibili allo scultore milanese, come quello della chiesa di San Pietro di Desenzano o della chiesa di San Martino ad Alzano Lombardo, ma di cui non vi sono informazioni che possano accertarne l'attribuzione ad alcun artista. Probabilmente l'emozione che creava nei fedeli questa raffigurazione, aveva portato a essere ripetuta e richiesta in molte chiese. Fra questi serve indicare il Crocifisso processionale conservato nella chiesa del Paradiso opera d'ignoto, ma che avrebbe motivo di assonanza con quello di Gromo. Serve anche considerare la presenza nella chiesa di alcuni polittici e opere eseguire dai Marinoni del medesimo periodo, artisti che avevano più volte lavorato con il Bussolo e con il suo allievo Donato Prestinari.
L'opera fu esposta nella mostra del 2016 presso la sala delle Capriate del palazzo della Ragione come lavoro d'ambito dell'artista milanese.
Il Crocifisso fu restaurato nel 2008 dalla ditta Mazzoleni di Curno sotto la direzione di Amalia Pacia.

## Descrizione
La scultura si presentava anche al momento del restauro, in buono stato conservativo. 

Presenta molte assonanze con quello di Ardesio ora all'abbazia di Sant'Egidio avente la medesima struttura anatomica, pur presentando una minor plasticità, una torsione del dorso inferiore, e una minore scalfittura delle costole. Serve considerare che questa statua era opera unica, non come quella di Ardesio che faceva parte di un complesso di statue, e che aveva una funzione processuale, quindi doveva avere anche una maggiore stabilità.
La statua è modellata a tutto tondo in legno di tiglio e conserva l'originale aureola. Il restauro ha permesso di avere il recupero dell'originaria policromia, dopo la rimozione di tre stesure di pigmenti. Il pallore dell'incarnato fu ottenuto con una composizione di biacca unita a terre verdi e brune preparate con gesso e colla animale.

Il busto è stato lavorato interamente a sgorbia, la parte posteriore conserva l'incamottatura originale applicata per contenere eventuali rigonfiamenti del legno.
L'opera pur avendo molte assonanze con i lavori del Bussolo presenta anche molte differenze che porterebbero a considerare il lavoro più vicino ad autori nordici.